# 大懐徳
大 懐徳（だい かいとく、生没年不詳）は、靺鞨族出身の高麗の軍人。渤海国滅亡後、高麗に帰化していた。第二次高麗契丹戦争の際の郭州の攻防戦において戦死。

## 人物
第二次高麗契丹戦争の際、西京の防衛に従事したが、保身をはかる同僚に欺かれて契丹軍に投降した大道秀は、『遼史』に「高麗礼部郎中渤海陀失」と記録されており、明らかに渤海国の遺民であるが、大懐徳も同様とみられる。
大道秀の肩書は、『遼史』には「礼部郎中」という文官として登場するが、高麗側の記録が伝える「中郎将」、そして「将軍」という武官を採るべきであり、最初から武官を本来の肩書として帯びた武臣とみられ、大懐徳も同様であり、高麗はじめの大氏は文臣より劣る武臣の地位であると判断される。